# X-47A飞马试验机
X-47A「飛馬式」（X-47A Pegasus）是一架由诺斯洛普·格鲁门所開發的示範實驗用无人驾驶战斗机。X-47最初原本是國防高等研究計劃署（DARPA）旗下的聯合無人空中戰鬥系統（J-UCAS）計畫的一部分，但之後轉變成美国海军的無人空中戰鬥系統示範計畫（UCAS-D）的一部分，旨在開發一種可在航空母艦上起降的海基无人飞行器。有別於同屬J-UCAS計畫、由波音承攬開發波音X-45，飞马的初期开发是由诺斯洛普·格鲁门自主投資。
首架代号X-47A的初期版本已于2003年2月23日首飞，而後續的海军版本代号X-47B，則於2011年1月進行首飛。

## 相關規格
飛機外型與發動機
- 長度： 8.5 公尺
- 翼展： 8.47 公尺
- 一般起飛重量： 2,500 公斤
- 最大過載: 6g
- 發動機： 一台JT15D-5C 渦扇發動機, 推力14.2千牛。

飛行性能
- 动力装置：普－惠JT15D-5C-TF发动机
- 推力：24千牛
- 速度：未知